# Аман, Теодор
Теодор Аман (рум. Theodor Aman; 20 марта 1831, Кымпулунг-Мусчел — 19 августа 1891, Бухарест) — румынский художник армяно-греческого происхождения, занимавшийся также ксилографией.
Один из предтеч импрессионизма в Румынии.

## Жизнь и творчество
Первоначально Т. Аман учился рисовать у Константина Лекка и Кароля Валленштейна в художественных школах Крайовы и Бухареста. В 1850—1851 годах он живёт в Париже, где берёт уроки у Франсуа-Эдуара Пико. В 1853 году Т. Аман впервые выставляет свои работы в Парижском салоне. Затем он уезжает в Константинополь, и оттуда в Крым, где собирает материалы и вдохновение для создания своих наиболее известных полотен, наполненных духом национального возрождения Румынии. Знаменитейшее полотно Т. Амана, «Сражение при Альме», было продемонстрировано публике в 1855 году во время парижской Всемирной выставки. Был мастером жанровой и исторической живописи, писал также и портреты.
После возвращения на родину, в Валахию, Т. Аман был с почётом встречен принцем Барбу Штирбилем и возведён им в дворянское сословие. Принц также назначает художнику стипендию для поездки и обучения в Париже. Посещение барбизонской школы оказало большое влияние на пейзажную и портретную живопись Т.Амана. Затем, после кратковременного пребывания в Риме, он возвращается на родину, где в 1864 году вместе с художником Георге Таттареску основывает бухарестскую Национальную школу изящных искусств. Возглавлял эту школу вплоть до своей смерти в 1891 году.
Похоронен в Бухаресте на кладбище Беллу. Посмертно включен в список членов Румынской академии. В Бухаресте, в доме где жил художник, открыт музей его имени. В городах Бухарест, Бакэу, Бая-Маре, Крайова, Плоешти, Тимишоара есть улицы названные именем Теодора Амана.
Внук Т. Амана, Горациу Димитриу, был также известным художником-постимпрессионистом.

## Галерея

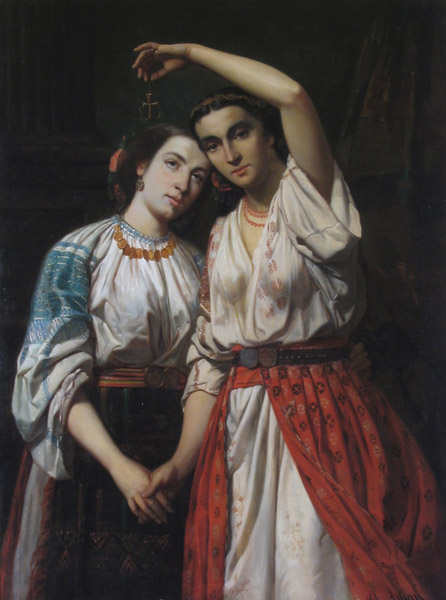
«Союз княжеств», 1857 год.
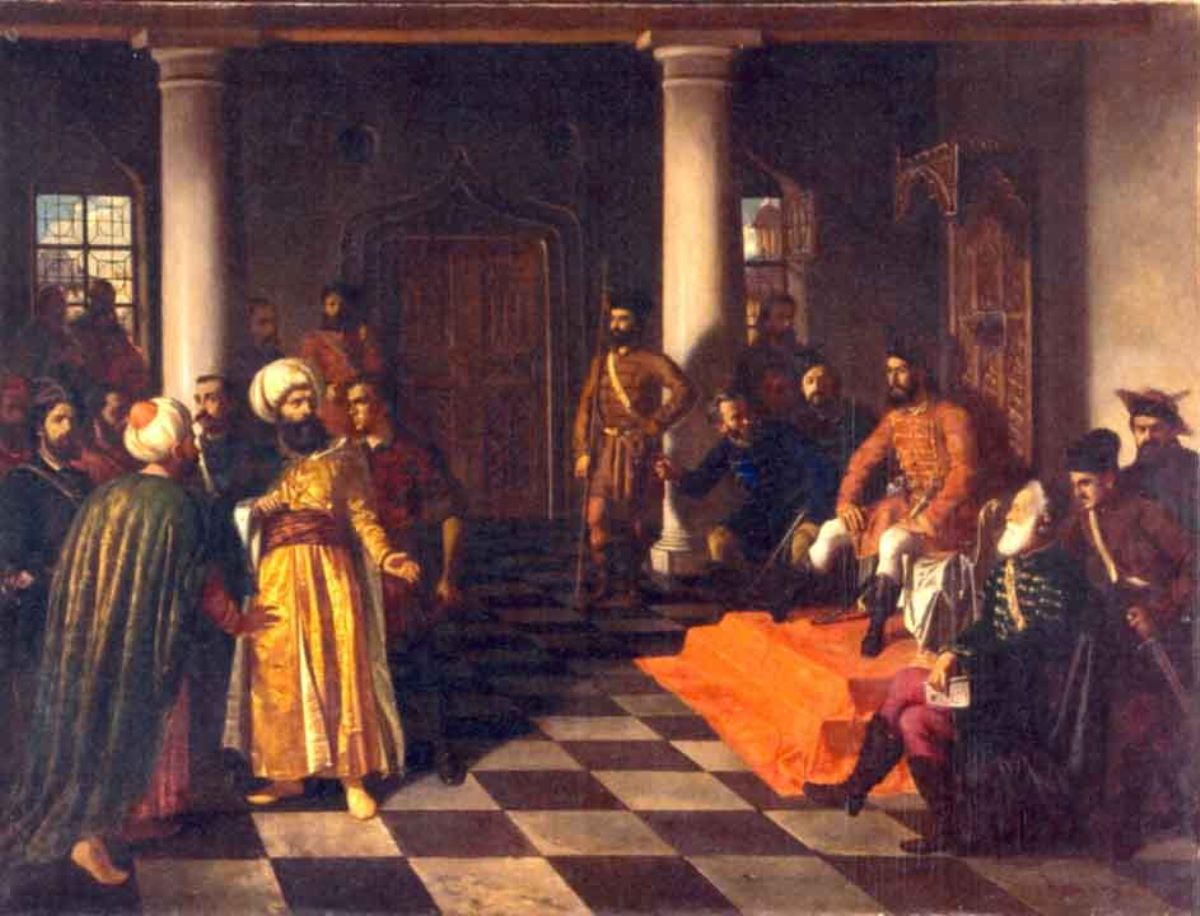
Влад Дракула и побеждённые турки (1861–64)
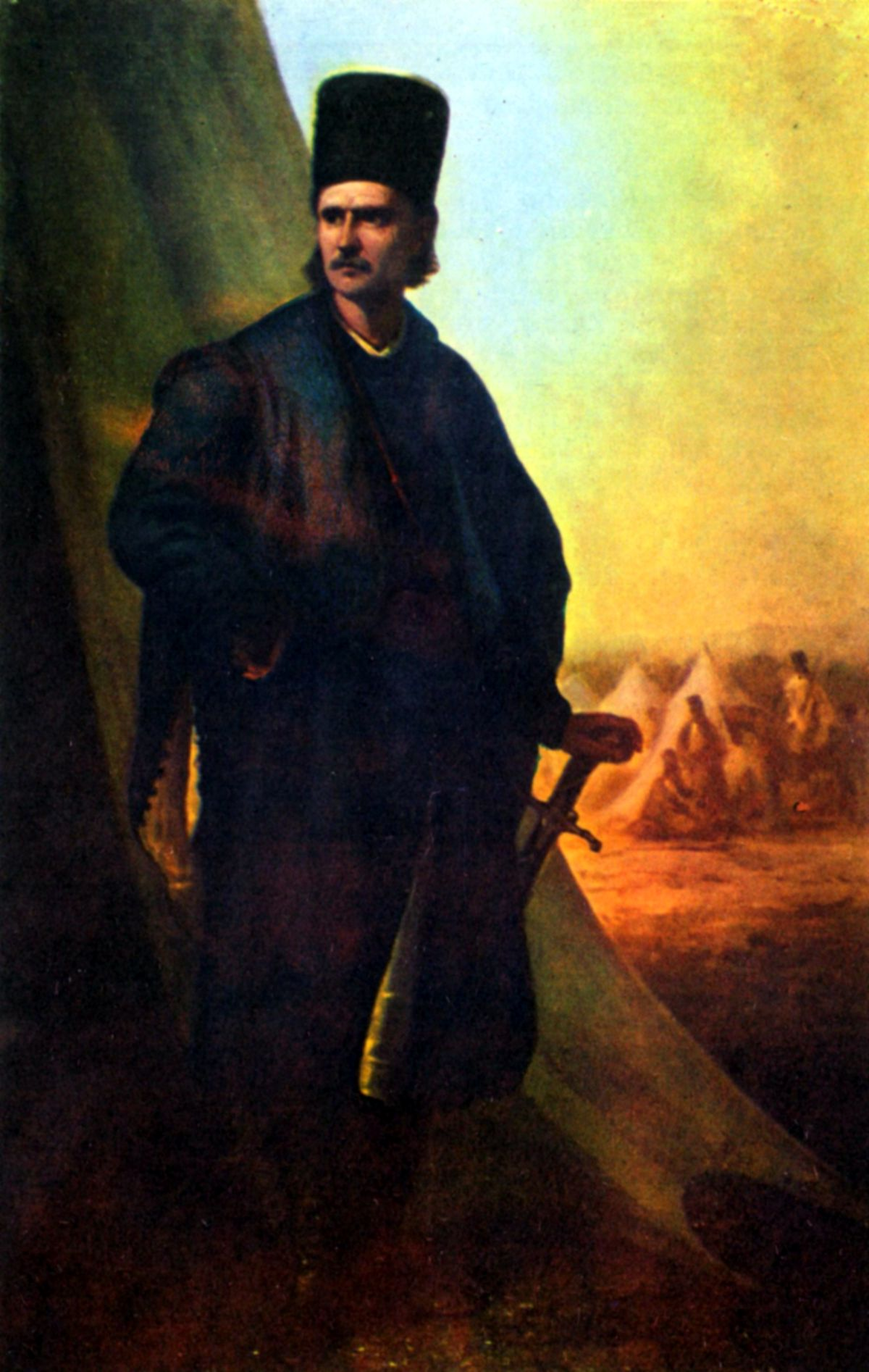
Портрет Тудора Владимиреску (1874–76)
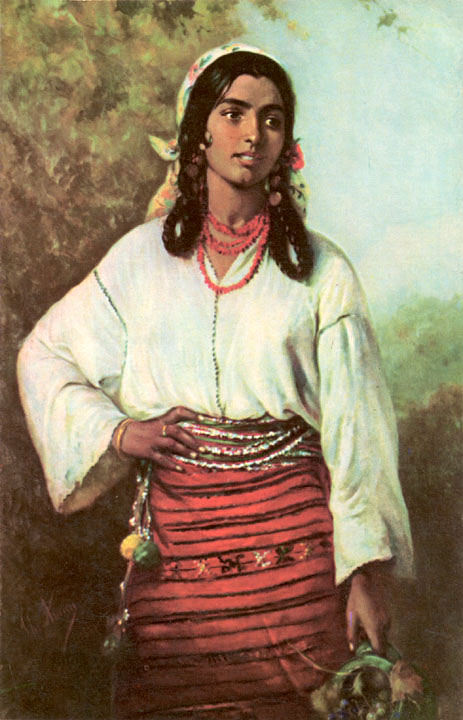
Юная цыганка (1884)
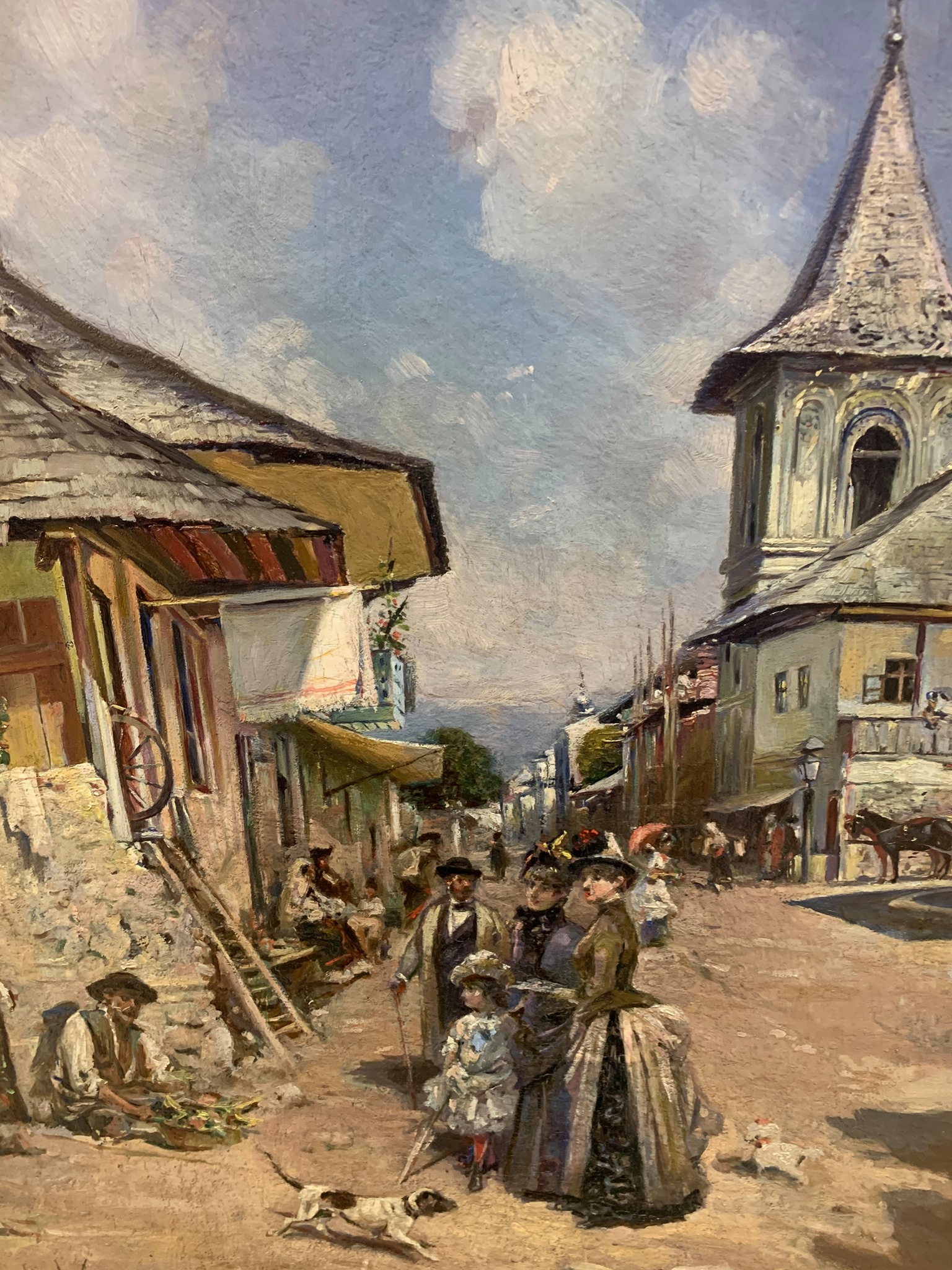
Улица родного города (1890)
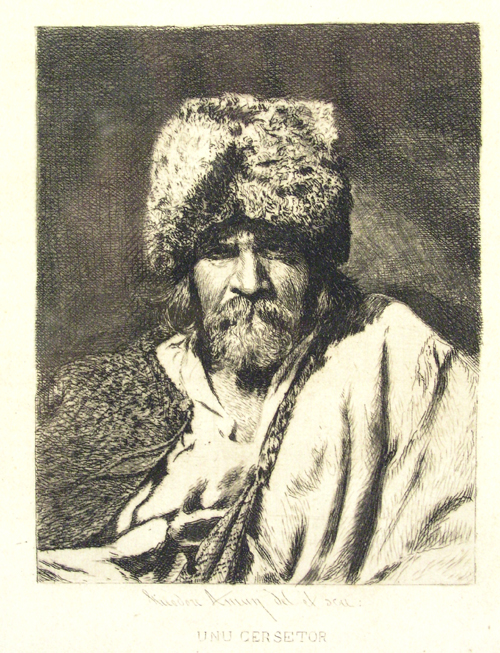
Нищий
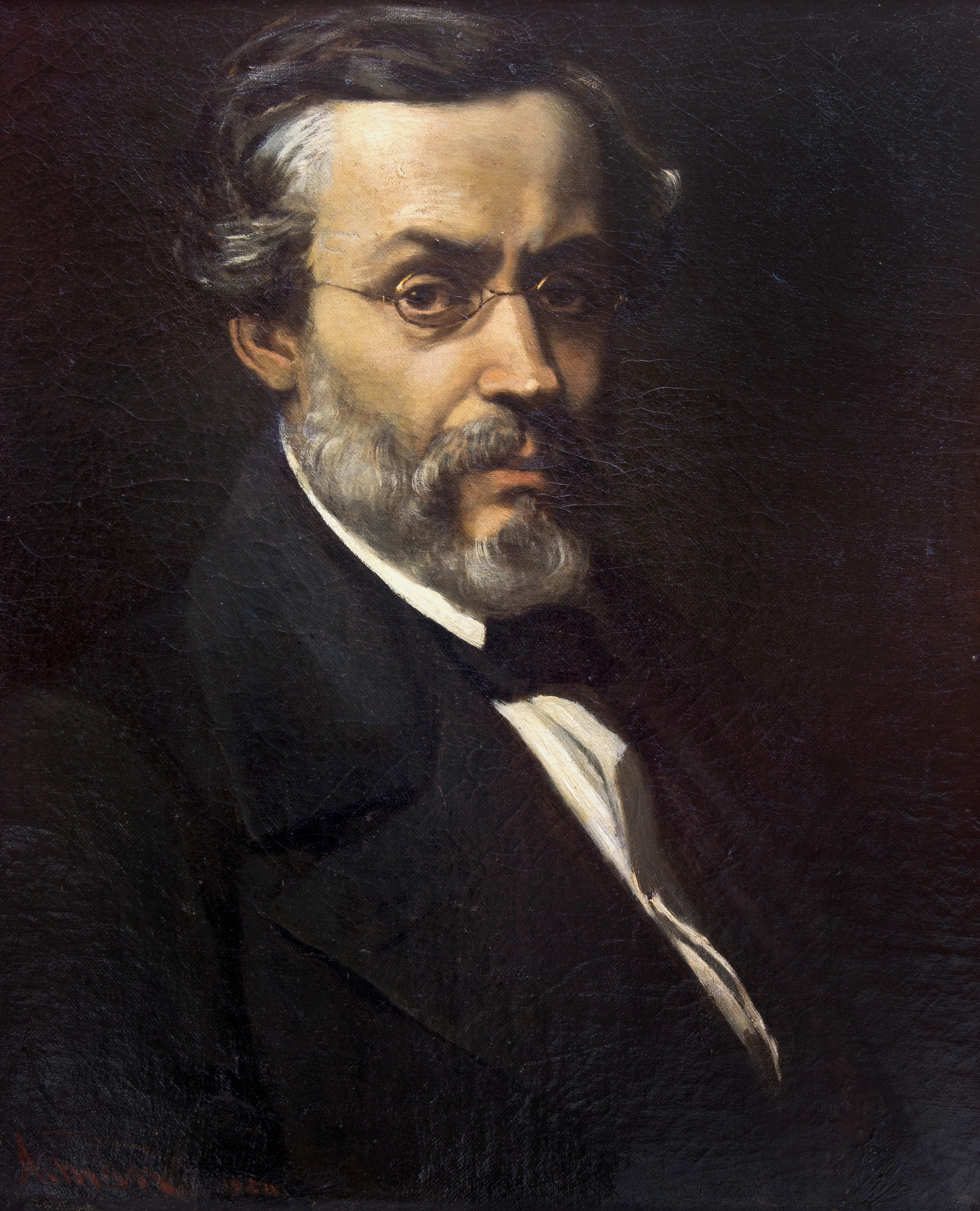
Цезарь Болиак
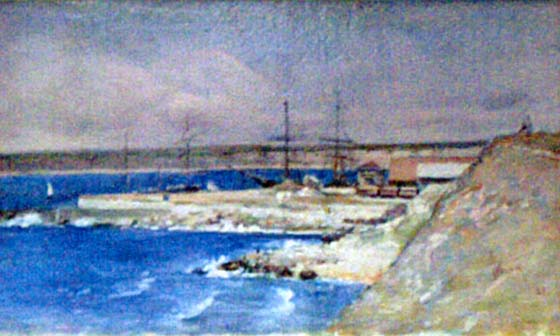
Констанцский порт
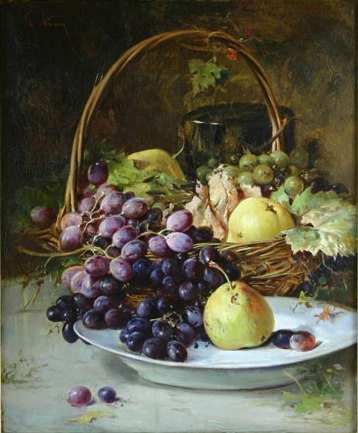
Корзина фруктов
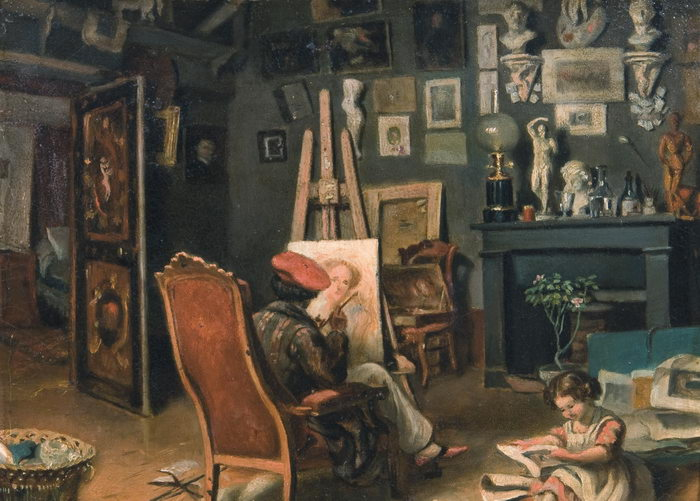
Первая мастерская художника в Париже
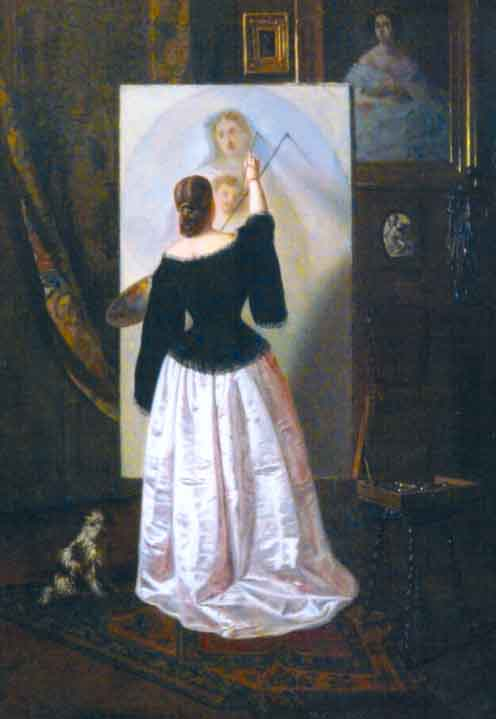
Госпожа рисует (1862)
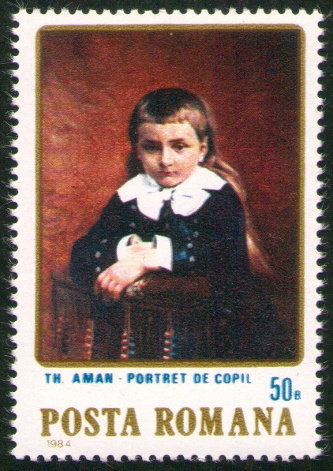
Почтовая марка Румынии с изображением одной из картин Т.Амана (1984)